# 28196 Szeged
28196 Szeged este un asteroid din centura principală de asteroizi.

## Descriere
28196 Szeged este un asteroid din centura principală de asteroizi. A fost descoperit pe 15 decembrie 1998 la Piszkesteto de Krisztián Sárneczky și László L. Kiss. Asteroidul prezintă o orbită caracterizată de o semiaxă mare de 2,35 ua, o excentricitate de 0,05 și o înclinație de 7,0° în raport cu ecliptica.